# 二二八事件死傷人數
二二八事件死傷人數是1947年2月27日至5月16日發生於臺灣的二二八事件死傷人數。1947年2月27日，因臺灣省專賣局查緝員在臺北市查緝私煙時不當使用公權力造成民眾死傷，引起次日（28日）的陳情抗議傷亡。更擴及後續臺灣民眾大規模反抗政府與攻佔官署，本省人對外省人報復攻擊，中華民國國民政府派遣國軍逮捕與鎮壓殺害臺灣民眾。此事件，造成大量民眾傷亡。

## 情況

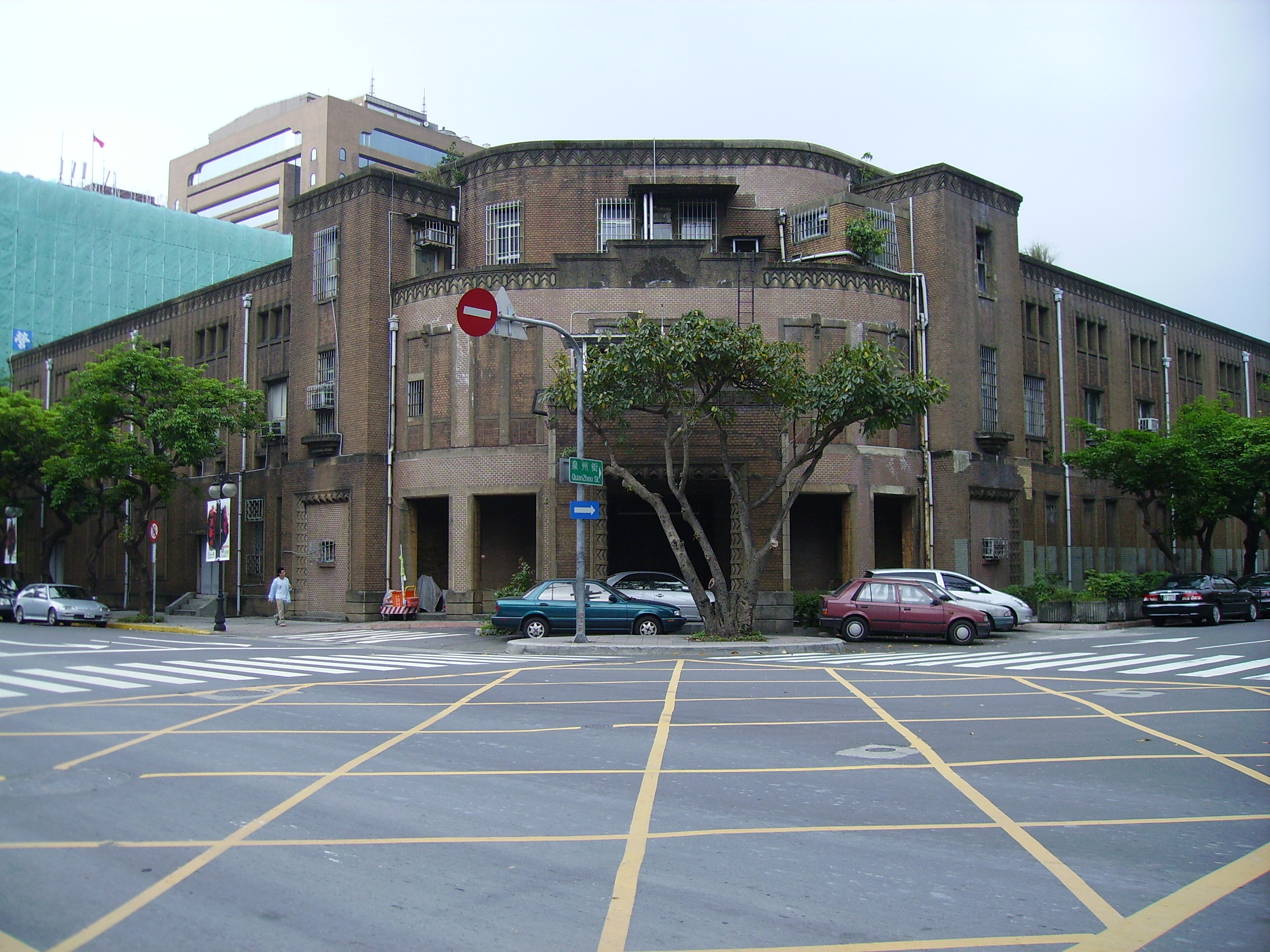
今日關於二二八事件的賠償由二二八事件紀念基金會處理。

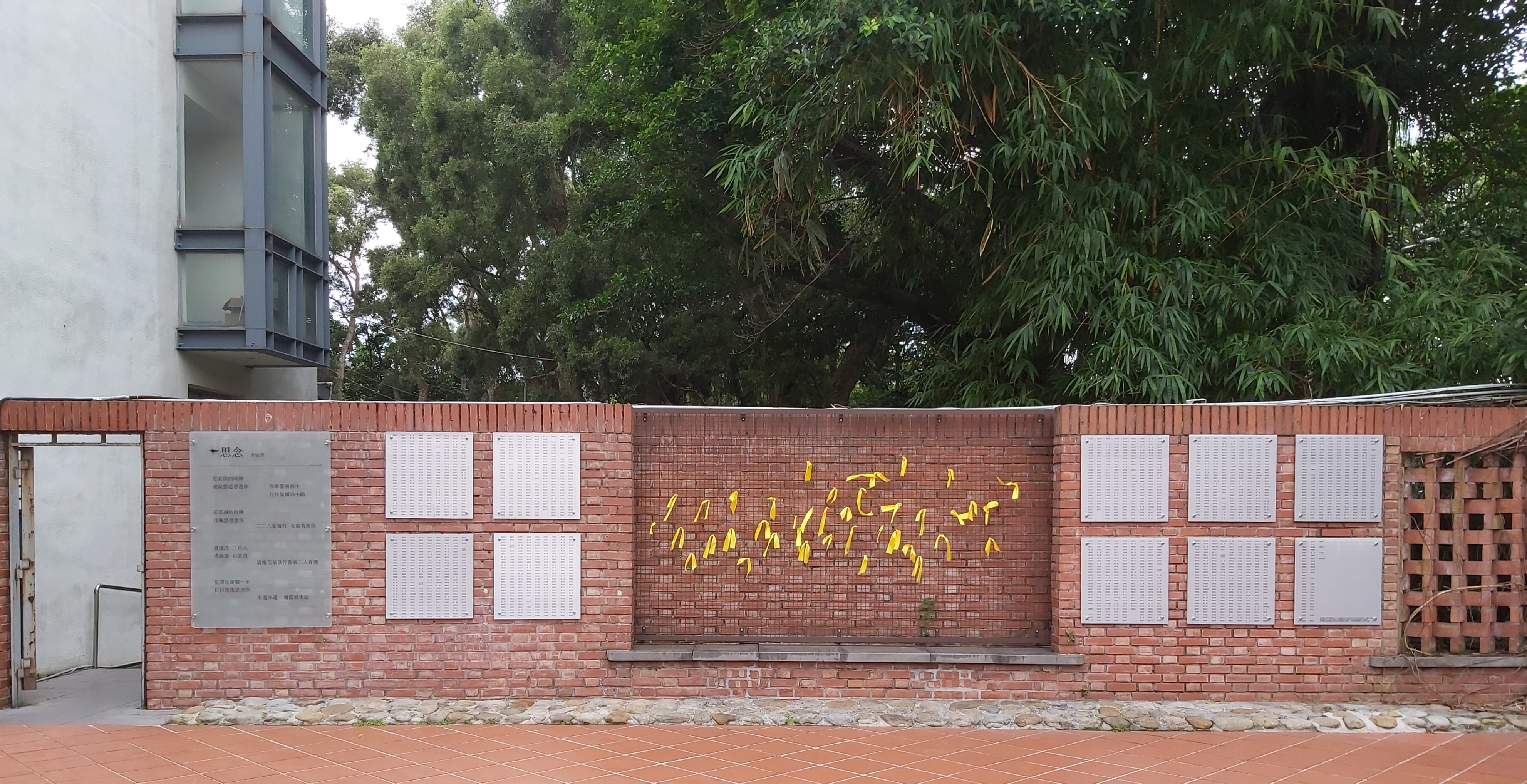
臺北二二八紀念館前的受難者紀念牆。

1947年2月28日，臺北市民包圍臺灣省行政長官公署抗議，遭公署衛兵開槍射擊，當天下午起臺籍民眾開始攻擊外省人。之後，
當時凡參與各地處委會、批評政府作為，要求政治改革者、參與抗爭組織者陸續遭到逮捕和處死，當中多數未經公開審判或遭秘密處決:192-196:408-409:32-35。另外，臺灣民眾不知戒嚴為何物，多數人又不懂國語，在聽不不懂士兵警告或不知道口令的情況下遭到槍殺:409:26-30。另外在軍政敗壞的情況下，民眾遭軍隊公報私仇、奪取財物、發生小糾紛時遭到殺害:409:26-30。在獎勵密告與指認流氓的規定下，許多人也因為私人恩怨而遭殺害，也有設陷阱誘殺者:73:32-35。當時的國防部長白崇禧指出，警總參謀長柯遠芬係以「寧可枉殺九十九個，只要殺死一個真的就可以」的心態處理此一事件:192:410。而高雄要塞彭孟緝的軍隊在高雄市無差別掃射，造民眾大量傷亡:410-411。
依警總該年4月25日公告〈二二八事變各縣市外省同胞死傷之統計表〉統計造成外省人死亡52人，受傷1364人，失蹤10人，遭民眾毆殺16人，遭軍隊殺害6人，遭判刑1人，14人未註記；又警總1947年5月26日記者會公布外省人死傷失蹤人數有1958人，本省人死傷失蹤人數有643人；總計受害者2601人，其中死398人、受傷2131人、失蹤72人；而監察委員楊亮功之「二二八事件調查報告」則指出本省人死43人、傷397人，外省人死147人、傷1364人:194。
許多受難者未曾參加反抗行動，遭軍隊在街頭任意掃射而死亡，或未經公開審判程序、秘密處決等方式:73:265:408:192-193，種種因素使得各界對事件傷亡者人數未有一致的估算，人數從數百至數萬人皆有。根據1992年，由行政院設立的研究二二八事件小組公布的《二二八事件研究報告》，引述專家陳寬政用事件前後十年人口學方式反推出來的數據，總計臺灣和澎湖地區因為鎮壓、整肅與受報復波擊的死亡人數有18,000人至28,000人左右:72-73。另外李喬以年度出生率和死亡率推估，二二八事件的死亡人數約在18,000人左右:667-670。

## 死難名單
1995年12月，財團法人二二八事件紀念基金會始受理受難者賠償金申請，至第13屆第6次董監事會為止，通過核定之賠償案例經統計如下：

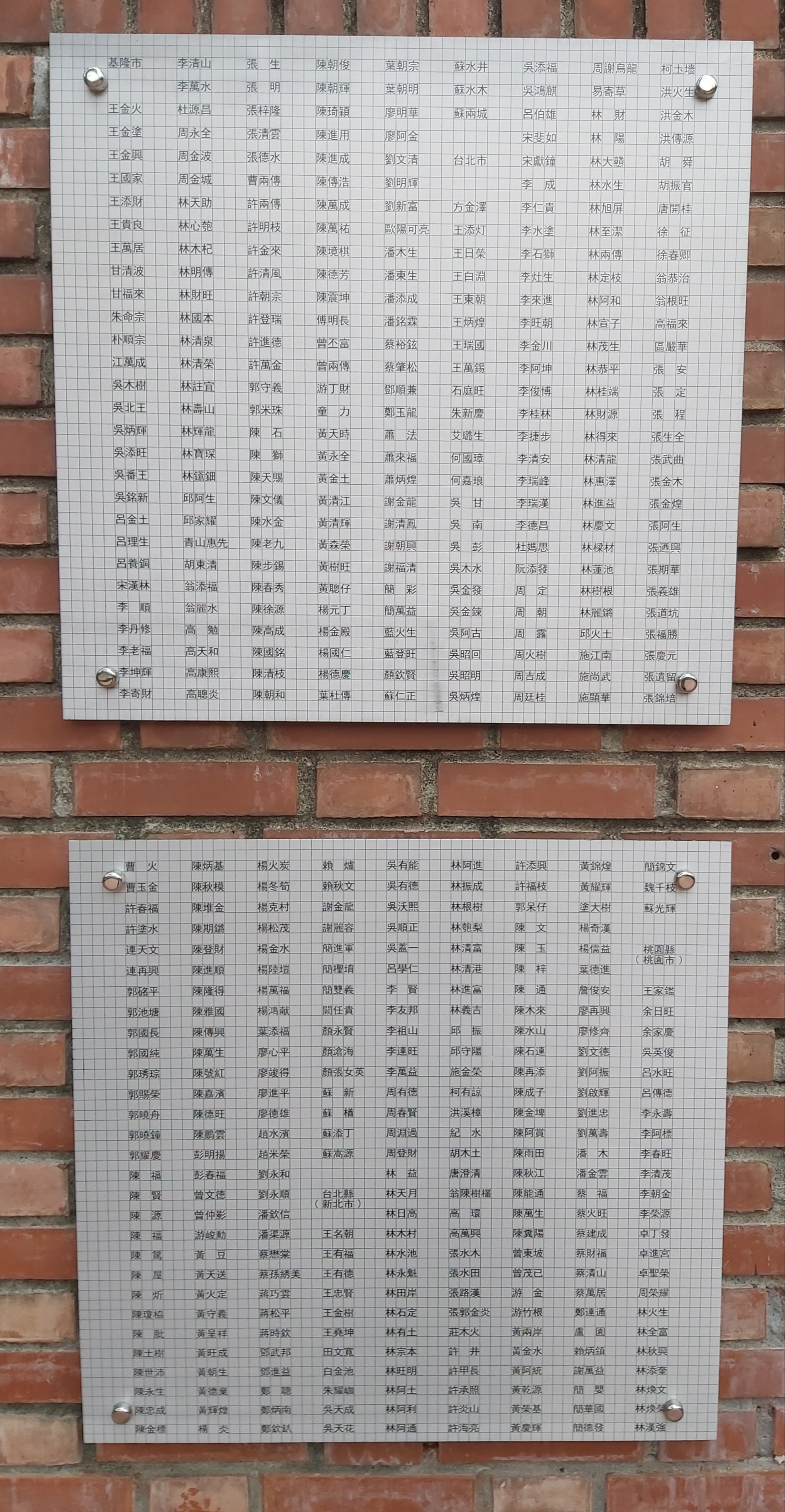
基、北、北、桃受難者名錄
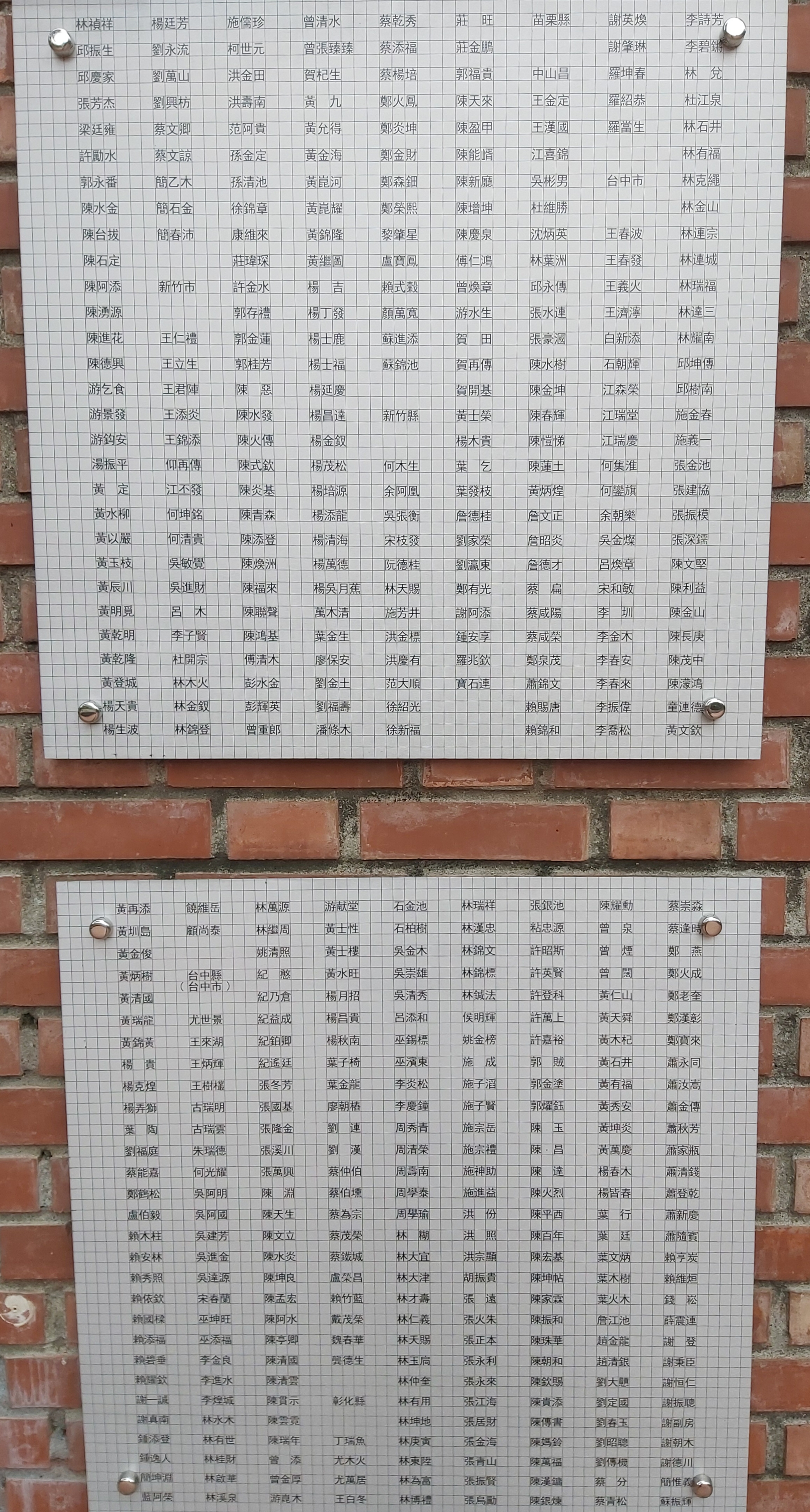
桃、竹、苗、中、彰受難者名錄
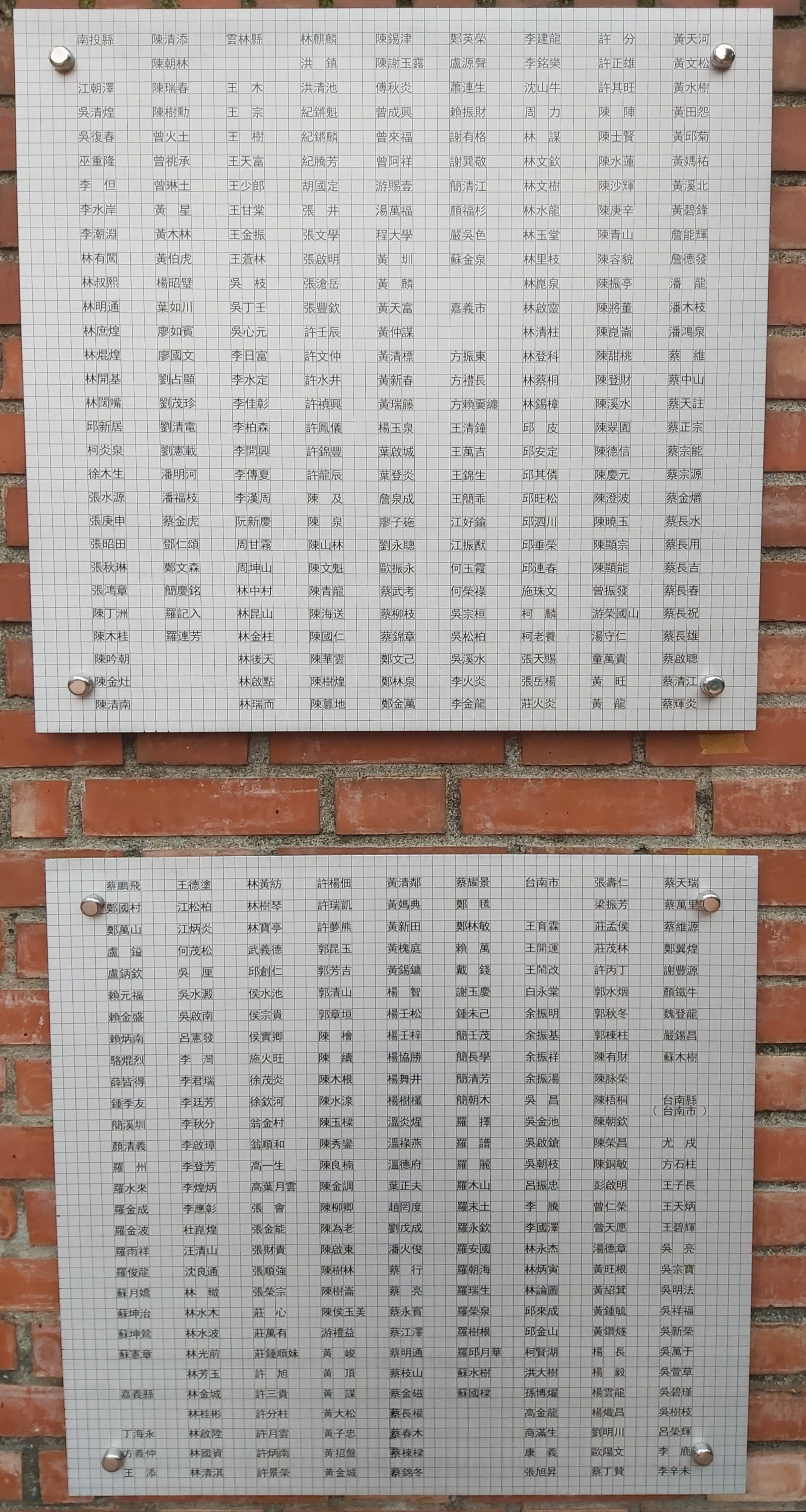
投、雲、嘉、南受難者名錄
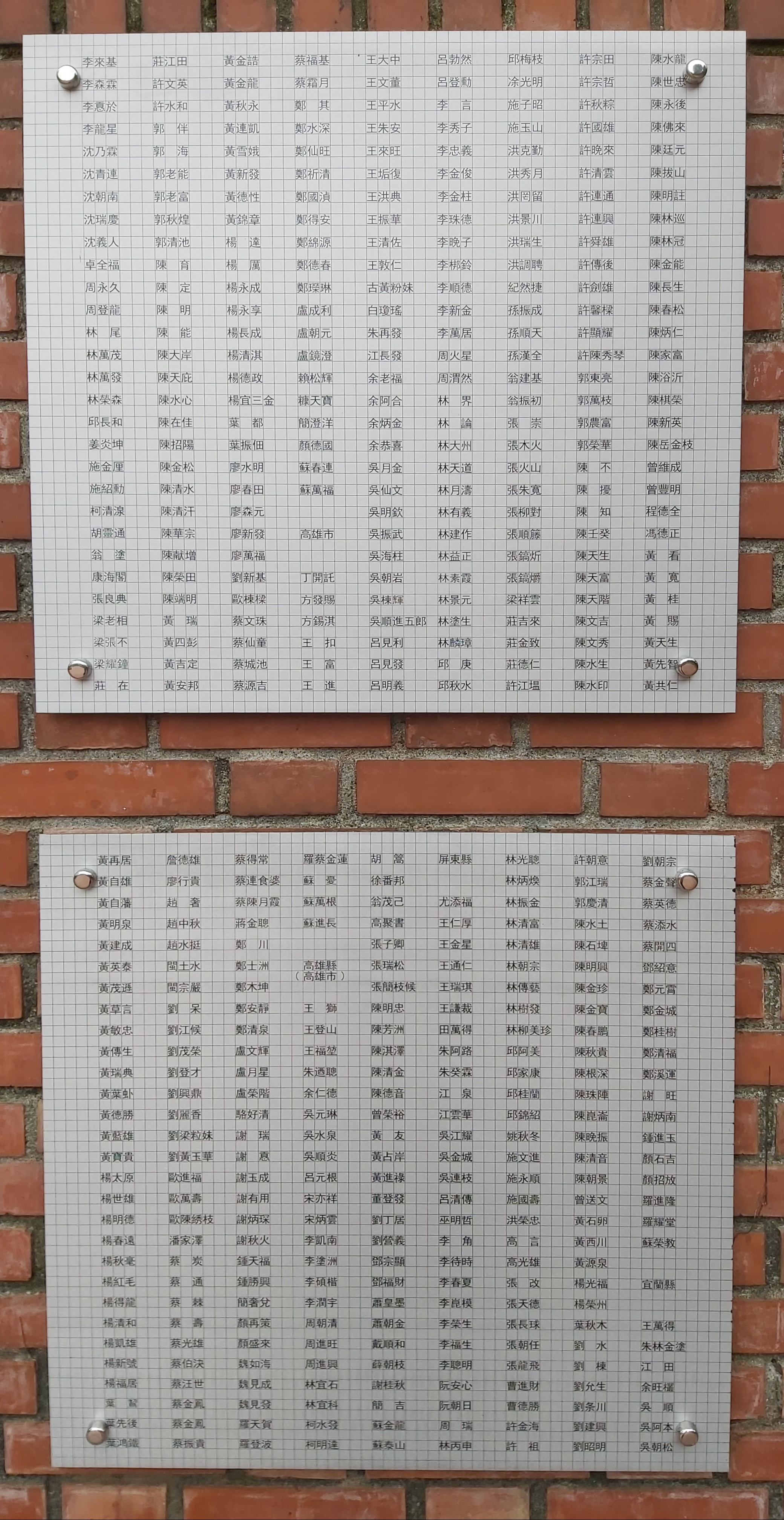
南、高、屏、宜受難者名錄
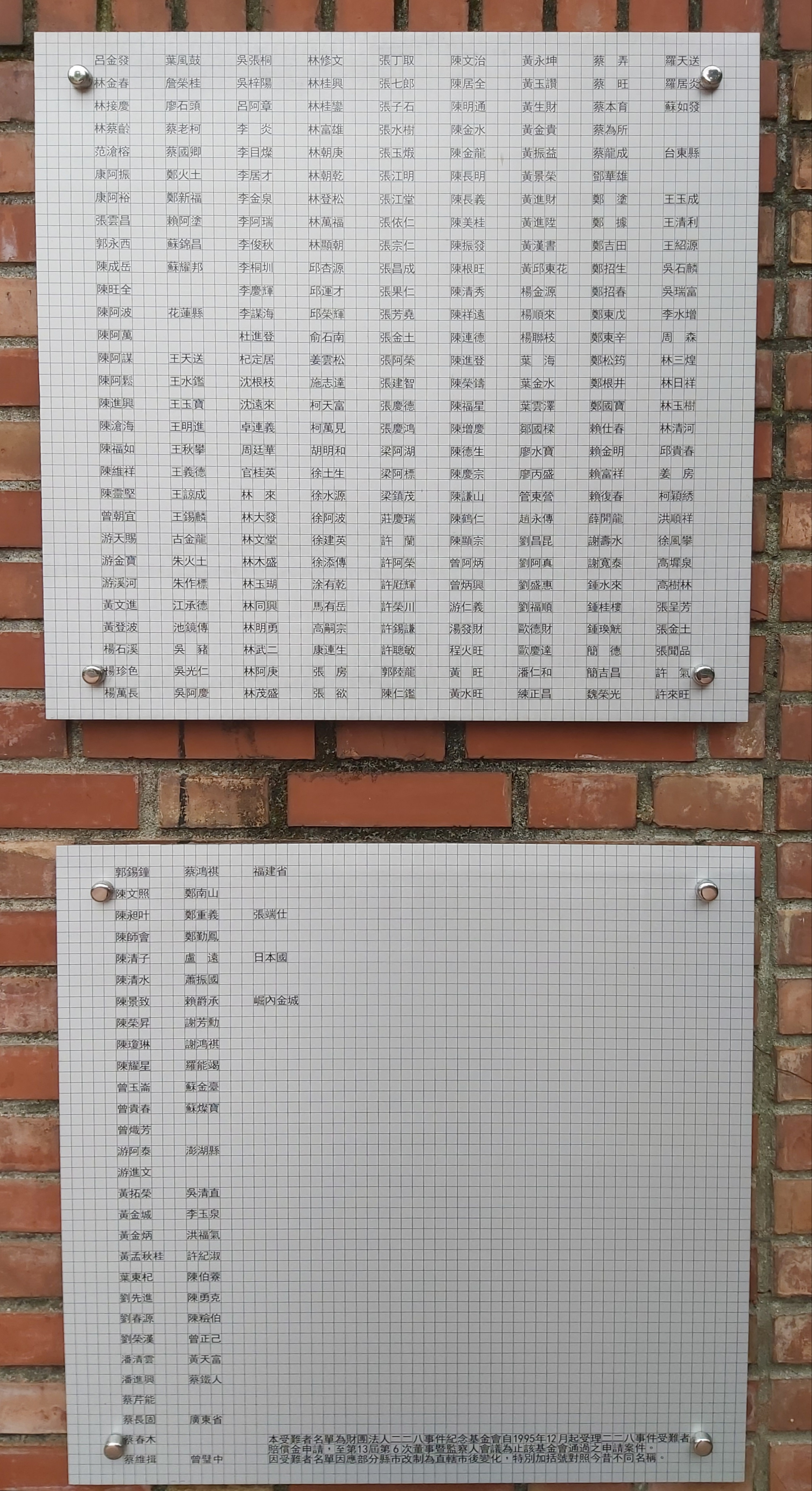
宜、花、東、澎、粵、閩、日受難者名錄

## 數據統計
| 團體或個人                                                                     | 傷亡人數                                                                                                   |
| ------------------------------------------------------------------------------ | --- |
| 時任美國《紐約時報》記者——杜爾曼·德丁                                          | 本省人:死1萬人                                                                                             |
| 臺灣旅滬六團體（1947年統計）                                                   | 本省人：死1萬人以上:195:262                                                                                |
| 時任監察委員楊亮功、何漢文（1947年統計）-「二二八事件調查報告」                | 本省人死43人、傷397人，外省人死147人、傷1364人:194                                                         |
| 唐賢龍——「台灣事變內幕記」1947年                                               | 外省人：二二八當日死亡100多人，受傷900多人                                                                 |
| 警總——「二二八事變各縣市外省同胞死傷之統計表」1947.4.25                        | 外省人死亡52人，受傷1364人，失蹤10人，遭民眾毆殺16人，遭軍隊殺害6人，遭判刑1人，14人未註記                 |
| 警總1947年5月26日記者會                                                        | 外省人死傷失蹤人數有1958人，本省人死傷失蹤人數有643人；總計受害者2601人，其中死398人、受傷2131人、失蹤72人 |
| 時任國防部長——白崇禧                                                           | 傷亡1860人:659-661                                                                                         |
| 臺灣警備總司令部                                                               | 死3200人                                                                                                   |
| 保安處                                                                         | 死6300人                                                                                                   |
| 前監察委員——何漢文（1962年時任中共軍政人員時回憶）                             | 台灣人：最少死七八千人                                                                                     |
| 蘇新（1949年統計）                                                             | 死不下1萬人:194                                                                                            |
| 史堅（1947年統計）                                                             | 台灣人：死傷1萬人以上                                                                                      |
| 民政廳長——蔣渭川（1950年統計）                                                 | 死1萬7千至1萬8千人:262                                                                                     |
| 行政院研究228事件專案小組                                                      | 死1萬8千至2萬8千人                                                                                         |
| 財團法人二二八事件紀念基金會                                                   | 8千324人至1萬1千841人死亡、失蹤                                                                            |
| 日本《朝日新聞》調查研究室                                                     | 台灣人：死1萬至數萬人:195                                                                                  |
| 時任內政部委員——楊逸舟                                                         | 死2萬人、傷3萬人:124                                                                                       |
| 時任美國駐臺北領事館副領事——葛超智                                             | 死2萬人:661-663                                                                                            |
| 時任中統局科長——趙毓麟                                                         | 死3萬人:262                                                                                                |
| 國立臺灣大學社會學研究所博士生林邑軒與同所碩士、資料工程師吳駿盛（2017年統計） | 死亡1304至1512人之間                                                                                       |